# Uwe Kamps
Uwe Kamps (Düsseldorf, 12 giugno 1964) è un ex calciatore tedesco, di ruolo portiere, coordinatore dei portieri del Borussia M'gladbach.

## Carriera

### Giocatore

#### Club
Kamps gioca tra i pali delle giovanili dello SV Wersten 04 e del BV 04 Düsseldorf prima di trasferirsi al Borussia M'gladbach.
Come portiere dei puledri gioca 390 partite in Bundesliga tra il 1982 e il 2004. Nel 1995 vince la Coppa di Germania.
Il 7 aprile 1992, nella semifinale di Coppa di Germania, il Borussia Mönchengladbach si impone ai calci di rigore per 2-0 sul Bayer Leverkusen (i tempi regolamentari si erano conclusi sul 2-2) e Kamps para tutti e quattro i rigori battuti dagli avversari.
Il 22 marzo 2005 viene organizzata allo Stadion im Borussia-Park di Mönchengladbach la sua partita di addio e in quell'occasione Kamps realizza anche un gol.

#### Nazionale
Nel 1988 vince la medaglia di bronzo alle Olimpiadi di Seoul giocando con la selezione olimpica tedesca.

### Allenatore
Al termine della sua carriera di calciatore resta nel Borussia Mönchengladbach con l'incarico di preparatore dei portieri della prima squadra, ruolo che aveva già iniziato a ricoprire negli ultimi anni di attività.

## Palmarès

### Club

#### Competizioni nazionali
- Coppa di Germania: 1

Borussia Monchengladbach: 1994-1995

### Nazionale
- Bronzo olimpico: 1

Seul 1988